# Misha Grewal
Pour les articles homonymes, voir Grewal.
Misha Grewal, née le 23 mai 1970, est une joueuse professionnelle de squash représentant l'Inde. Elle atteint, en mars 1995, la 27e place mondiale sur le circuit international, son meilleur classement
Elle est championne d'Inde à 4 reprises consécutivement de 1992 à 1995 succédant à la légendaire Bhuvneshwari Kumari qui régnait depuis 1976 sans interruption.

## Biographie
Son père, Ajit Growal, était un joueur de tennis et également le chef des opérations bancaires de Citibank en Inde. Elle devient la première joueuse indienne à devenir professionnelle. De 1994 à 1998, elle est élue au bureau de l'association internationale des joueuses de squash, première indienne à siéger.
Elle est mariée avec Ashish Soni, styliste de mode indien réputé. 

## Palmarès

### Titres
- Championnats d'Inde : 4 titres (1992-1995)

### Finales
- Championnats d'Asie : 1996